# Jenny Riddell-Carpenter
Pour les articles homonymes, voir Riddell et Carpenter.
Jenny Riddell-Carpenter est une personnalité politique britannique.

## Biographie
En 2024, elle est élue députée.